# F.T. Hurtigkarl
Frederik Theodor Hurtigkarl (født 3. november 1763, død 1. december 1829) var en dansk jurist.
Han blev født i Sorø, hvor faderen, Svend Hurtigkarl, var inspektør ved Akademiet; moderen var Marie født Fjellerup. Hurtigkarl opdroges hjemme indtil faderens død i 1765, kom så et år i det Klinchske Institut i København og blev herfra student i 1779. 
Efter at han det næste år havde taget filosofisk eksamen, studerede han filologi, lagde sig særlig efter det latinske sprog og den gamle historie og blev 1784 cand.philol. Derpå studerede han jura, blev juridisk kandidat 1788 og opholdt sig som alumnus på Borchs Kollegium, hvor han navnlig beskæftigede sig med juridisk manuduktion og skrev et par disputatser.
I 1790 blev han efter konkurrence med H.M. Lange og Jens Laasby Rottbøll notarius ved det juridiske fakultet ved Københavns Universitet, 1791 fakultetets adjunkt, 1798 professor juris extraordinarius, 1804 professor ordinarius og assessor i Konsistorium, i 1806 inspektør ved Kvæsturen. I 1811 udnævntes han til ordinær etatsråd. I 1809-10 og 1818-19 var han universitetets rektor. Hurtigkarl var ikke gift. Han døde i 1829 i København efter et apoplektisk anfald.
Hurtigkarl anerkendes som en dygtig, praktisk jurist og som en årvågen og uegennyttig bestyrer af universitetets midler. Ved sin levende retfærdighedsfølelse og fordringsløse ligefremhed vandt han sig mange venner. Som universitetslærer docerede han navnlig Romerret, søret og handelsret. I datidens juridiske tidsskrifter findes forskellige betænkninger fra hans hånd og navnlig en afhandling i Juridisk Archiv I: Om den ældre norske og danske Lovgivning angaaende Søkrigsvæsenet (Universitetsprogram 1798, oversat af Christian Krohg). 
Sit hovedværk, Den danske og norske private Rets første Grunde, nåede han ikke at fuldføre; der udkom kun 1. del (1813), 2. dels 1. og 2. bind (1814 og 17) og 4. dels 1. bind (1820). Der ankes over, at han i dette arbejde for stærkt fulgte Lauritz Nørregaards fremstilling og ikke havde holdt skridt med videnskabens udvikling. A.S. Ørsteds arbejder, navnlig hans håndbog over den danske og norske lovkyndighed, der fremtrådte som bemærkninger til Hurtigkarls værk, stillede snart dette i skygge. 
Et smukt minde har Hurtigkarl sat sig ved at testamentere sin formue til Københavns Universitet til "Stipendier for studerende ved Universitetet, fornemmeligen saadanne, som med Flid og Held lægge Vind paa Fædrelandets Lovkyndighed". Da der efter hans død ikke fandtes nogen af ham udarbejdet fundats for legatet, blev en sådan, i henhold til et af ham for denne eventualitet i testamentet udtalt ønske, forfattet af Konsistorium. Den største del af legatets renter anvendes herefter til stipendier for studerende og til boghjælp for juridiske studerende. Renten af en fjerdedel af legatet anvendes til rejsestipendium for en juridisk kandidat. Dette Hurtigkarlske Rejsestipendium har været af største betydning for mange unge retskyndiges videre uddannelse og derigennem for den danske retsvidenskab i det hele. 